# Граматика Монтегю
Граматика Монтег'ю — це підхід до семантики природних мов, названий на честь американського логіка Річарда Монтег'ю. Її засади базуються на формальній логіці, зокрема на логіці предикатів вищого порядку та лямбда численні, і використовують поняття інтенціональної логіки, за допомогою моделей Кріпке. Цей підхід був започаткований Монтег'ю у 1960-их та на початку 1970-их років.
Теза Монтег'ю полягала у тому, що природні мови та формальні мови можна аналізувати за допомогою одного інструментарію. У своїй роботі «Універсальна граматика» (1970) він писав: «На мою думку, не існує важливих теоретичних відмінностей між природними мовами й штучними мовами логіки: я вважаю можливим осягнути синтаксис і семантику обох цих видів мов за допомогою однієї природної й математично точної теорії. У цьому моя позиція відрізняється від деяких філософів, але, думаю, узгоджується зі школою Ноама Чомскі і його послідовників».
Крістофер Баркер пов'язав аналіз квантифікації, зроблений Монтег'ю, з поняттям продовження (continuation) у семантиці мов програмування.

## Для подальшого читання
- Richmond Thomason (ed.): Formal Philosophy. Selected Papers by Richard Montague. New Haven, 1974, ISBN 0-300-02412-6
- Paul Portner, Barbara H. Partee (eds.): Formal Semantics: The Essential Readings, Blackwell, 2002. ISBN 0-631-21542-5
- D.R. Dowty, R.E. Wall and S. Peters: Introduction to Montague Semantics. Kluwer Academic Publishers, 1981, ISBN 90-277-1142-9
- Emmon Bach: Informal Lectures on Formal Semantics. SUNY Press, 1989, ISBN 0-88706-771-9
- B.H. Partee, A.G.B. ter Meulen and R.E. Wall: Mathematical Methods in Linguistics. Kluwer Academic Publishers, 1990, ISBN 90-277-2245-5
- B.H. Partee with Herman Hendriks: Montague Grammar. In: Handbook of Logic and Language, eds. J.F.A.K. van Benthem and A.G.B. ter Meulen Elsevier/MIT Press, 1997, pp. 5-92. ISBN 0-262-22053-9
- Reinhard Muskens Type-logical Semantics to appear in the Routledge Encyclopedia of Philosophy Online (contains an annotated bibliography).